# Knude (fisk)
 For alternative betydninger, se Knude (flertydig). (Se også artikler, som begynder med Knude)
Knude (Lota lota) er en ferskvandsfisk i torskekvabbefamilien som lever i Europa, Asien og Alaska. Inddelingen i arter og underarter varierer hos forskellige forfattere. Nogle forfattere regner arten Lota maculosa som lever i Nordamerika, som en underart af Lota lota (Lota lota maculosa). Hvis den medtages, findes knuden i alle tempererede områder på den nordlige halvkugle. Knuden hedder også almindelig knude.

## Udseende
Knuden er langstrakt, åleagtig, med et fladtrykt hoved og sammentrykt bagkrop. Hoved og krop har meget små skæl som ikke overlapper. Den har en stor mund som ender under øjet, med små, spidse bagudrettede tænder. Der er en veludviklet skægtråd på hagen. Den enlige skægtråd er unik for danske ferskvandsfisk, så der er lille risiko for forveksling med andre ferskvandsfisk. Knuden har to rygfinner. Den bagerste rygfinne er mindst 6 gange længere end den forreste. Den begynder foran gattet og når til haleroden. Gatfinnen er næsten lige så lang som den bagerste rygfinne. Bugfinnerne er foran basis af brystfinnerne. Farven er variabel. Der er ofte en sort marmorering på brun eller gullig baggrund, men der findes også helt ensfarvede eksemplarer. Knuden er rapporteret med størrelser op til 152 cm og 34 kg. Det største eksemplar som kendes fra Danmark, vejede 11 kg.

## Udbredelse
Knuden findes fra Sydfrankrig og Norditalien mod syd til Nordnorge mod nord, og derfra over hele Europa, Sibirien og Alaska til Mackenzie-floden i Canada. Der har også tidligere været en bestand i England som nu er uddød. Knuden tåler brakvand og er talrig i de indre dele af Østersøen.
Knuden er følsom over for forsuring. I Finland er fra 180 til 380 bestande forsvundet på grund af forsuring af vandet.
I Danmark findes knude i forskellige åer. Hovedudbredelsen er i Jylland, men den findes ikke nord for Limfjorden, i Himmerland eller i Salling. Størst er udbredelsen i Gudenå-systemet, Skjern Å-systemet og Ribe Å-systemet. Knuden er gået tilbage i de sidste 100 år.

## Levevis
Knuden lever i vandløb fra bække til store floder med køligt, klart og iltrigt vand, men ikke i vandløb med stærk strøm. Den leve også i større, dybe søer og i brakvand. Den kan findes i ned til 200 m's dybde. Knuden er nataktiv, og ligger gemt under sten eller andre ting på bunden af søer og åer om dagen.
Ungfisk op til 20 cm lever af smådyr som insektlarver, orme, vandbænkebidere, snegle, muslinger og småkrebs. De større knuder spiser også fisk som kan udgøre over 80 % af de voksne knuders kost.
Knuden bliver kønsmoden efter 2-5 år, hannen tidligere end hunnen. Gydningen sker i december-marts over hård bund. I søer sker gydningen på lavt vand, oftest langs bredden, i vandløb foretrækker den områder med svag strøm. Æggene er vandklare og måler 1-1,8 mm. Antallet æg er stort og afhænger af hunnens størrelse. En beregning fra Tjekkoslovakiet viste 325.000-375.000 æg pr. kg fisk. Klækningstiden afhænger af vandtemperaturen, ved 2 °C klækker æggene efter omkring 40 dage. Larverne er ca. 3 mm og lever i frit vand i ca. 3 uger. Når næringen i blommesækken er opbrugt, begynder de at spise plankton. Når de er vokset til 6-7 mm, søger de mod bredzonen hvor de fortsat er pelagiske og dagaktive. Når de er nået en længde på 30 mm, bliver de bundnære og nataktive. Ungerne bliver 10-15 cm efter et år, ca. 40 cm efter 5 år, og ca. 50 cm efter 7 år. Knuder kan blive mindst 22 år.

## Udnyttelse
I Danmark spises knuden normalt ikke. I 1970'erne blev den fisket erhvervsmæssigt i søer med fangster på 300-1000 kg pr. år som blev eksporteret. I Sverige regnes knude som en god spisefisk, og lever og rogn har været betragtet som delikatesser. I 1999-2008 blev der erhvervsmæssigt fanget 1,3-4 tons pr. år i Østersøen. Den fiskes også af lystfiskere i Sverige. Det sker mest fra november til marts med såkaldt pimpelfiskeri hvor en agnet pirk dunkes i bunden med en konstant rytme for at tiltrække fiskene.